# Zamek w Szaflarach
Zamek w Szaflarach – średniowieczny zamek, który znajdował się w Szaflarach, w powiecie nowotarskim, w województwie małopolskim, na terenie Podhala. Zamek popadł w ruinę w pierwszej połowie XVI wieku, zachowały się jedynie fragmenty fundamentów muru.

## Historia
Zamek, usytuowany na wapiennej skale na lewym brzegu Białego Dunajca, w XIII i XIV wieku należał wraz ze wsią Szaflary do opactwa cystersów ludźmiersko-szczyrzyckich; w 1380 roku, za panowania Ludwika Węgierskiego, został włączony wraz ze wsią do dóbr królewskich.
Początkowo w miejscu tym istniał drewniany gródek, wzniesiony przypuszczalnie w drugiej połowie XIII wieku (według niektórych źródeł około 1245 roku). Niektóre źródła podają na podstawie danych archeologicznych, że gródek w Szaflarach istniał już w XI wieku. Wzniesiony został albo jako strażnica chroniąca przed napadami ziemie klasztoru cystersów w Szczyrzycu, albo przez potomków wojewody krakowskiego Teodora Gryfity.
Wzmianki o zamku pojawiają się w dokumentach z początków panowania Kazimierza Wielkiego: w 1334 roku wspomniany jest „nowy zamek” (łac. castrum novum) w Szaflarach; na dokumencie z 1338 roku figuruje m.in. podpis Piotra ze Słupi (Petrus de Slupi), kasztelana zamku szaflarskiego. 
W 1380 roku, za panowania Ludwika Węgierskiego, opat klasztoru cystersów w Szczyrzycu wydzierżawił zamek w Szaflarach Żydowi nawróconemu na chrześcijaństwo, który założył w nim mennicę bijącą fałszywe monety. Ludwik Węgierski położył kres temu procederowi; na jego rozkaz zamek został zdobyty i zniszczony przez starostę krakowskiego Sędziwoja z Szubina. W tym samym roku Szaflary włączono do dóbr królewskich. Trzecia fazy rozbudowy zamku miała miejsce w latach 1470-1480. Wtedy w 1474 roku, za panowania Kazimierza Jagiellończyka, zamek został oddany w dzierżawę Piotrowi Komorowskiemu herbu Korczak, któremu w 1477 roku odebrano mu go za sprzyjanie królowi węgierskiemu Maciejowi Korwinowi. W tym samym roku został opanowany przez wojska królewskie pod dowództwem starosty krakowskiego Jakuba z Dębna, po czym Kazimierz Jagiellończyk przekazał zamek Markowi Ratoldowi, który miał na nim zapisaną od króla należność pieniężną. W tym okresie w dokumentach źródłowych pojawia się nazwa „fortalicja Szaflary” (łac. fortalitium Schaflari).
Zamek popadł w ruinę w pierwszej połowie XVI wieku; według niektórych źródeł był w zupełnej ruinie już przed 1505 rokiem.
Teren, na którym znajdował się zamek został częściowo zabudowany. Zachowała się jedynie część fundamentów muru obwodowego z początku XIV wieku oraz resztki wału usytuowanego od strony południowej. Stanowisko to badano m.in. w 1942 roku, podczas II wojny światowej, w trakcie prac archeologicznych prowadzonych przez niemieckie władze okupacyjne Generalnego Gubernatorstwa.

## Architektura
Zamek stał na płaskim szczycie o wymiarach 20 na 30 metrów; skała, na której się znajdował, od północy i wschodu kończy się urwiskiem, natomiast zbocza południowe i zachodnie są łagodne. Był konstrukcją murowano-drewnianą; otaczał go mur obwodowy o trzech bokach prostych i jednym boku zaokrąglonym. Wysuwano przypuszczenie, że około 1474 roku Piotr Komorowski dodatkowo wzmocnił zamek kamiennym wałem zaporowym; w tym okresie droga do zamku prowadziła przez drewniany most i barbakan.

## Badania archeologiczne
- 1942 - Rudolf Jamka[9][11][12]